# Proechimys pattoni
Proechimys pattoni é uma espécie de roedor da família Echimyidae.
Pode ser encontrada no Peru e Brasil. Registrada em cinco localidades, duas no Acre, próximo ao rio Juruá, uma no departamento de Puno, uma no departamento de Madre de Dios e uma no departamento de Ucayali.